# Dark Tranquillity
«Dark Tranquillity» (укр. «Темний спокій») — шведський метал-гурт, що грає в стилі мелодійний дез-метал. Гурт існує найдовше з усіх колективів знаменитої метал-сцени Гетеборга, а також претендує на участь у створенні особливого гетеборзького звучання.

## Історія
Починаючій в 1989 команді вдалося зберігати досить стабільний склад з самого початку. У 1994 Андерс Фріден, перший ведучий вокаліст Dark Tranquillity, покинув гурт і через рік приєднався до In Flames.
У 1994 році гурт займався пошуком лейблу і уклала контракт з Osmose Production. Тим часом Мікаель Станне взяв участь на дебютному альбомі In Flames як сесійний вокаліст.
Мікаель Станне, раніше який грав на ритм-гітарі і колишній бек-вокаліст, став основним вокалістом гурту, а Фредерік Йоханссон зайняв його колишнє місце. Мікаель також виступав як запрошений вокаліст з гуртом In Flames. У 1998 після виходу альбому Projector, Йоханссон покинув гурт, клавішник Мартін Брендстрьом і басист Мікаель Ніклассон прийшли в гурт, а Хенрікссон став гітаристом. Цей альбом був номінований на шведську премію Греммі . В даний час у гурту контракт з лейблом Century Media Records.
У серпні 2008 року гурт покинув Мікаель Ніклассон на місце якого був прийнятий Даніель Антонссон, колишній гітарист Soilwork. Це була третя зміна у складі за весь час існування гурту.
Ніклас Сундін є автором текстів пісень для двох альбомів In Flames, а також відомим дизайнером. Йому належить артагентство Cabin Fever Media. Понад 150 буклетів і обкладинок метал-релізів створені саме його стараннями: у цьому списку і, ясна річ, роботи власного гурту, та альбоми Arch Enemy, In Flames, Green Carnation, Charon, Arise, Ajattara, Autumnblaze, Callenish Circle, Entwine, Eternal Tears of Sorrow і багатьох інших.
У книзі Джоела Макайвера «The 100 greatest metal guitarists» Ніклас Сундін знаходиться на 63 позиції.

«Таке визнання приємно, тим більше, що я ніколи не був типовим гітаристом жанру, що видає заморочені партії зі світловою швидкістю. З початку існування Dark Tranquillity ми робили акцент на креативності аранжувань, максимально точному втіленні того, що народжується в наших серцях. Тобто це скоріше інтуїтивний підхід, ніж зацикленість на техніці. І я можу з усією відвертістю сказати: ніхто з нас не є віртуозним музикантом».

10 січня 2013 стало відомо, що Dark Tranquillity випустять свій 11 повноформатний альбом Construct, 27 травня. На підтримку нового альбому, 13 квітня гурт випустив відеокліп на композицію «Uniformity», а також 23 травня представила трек Endtime Hearts. Композиція «Endtime Hearts» і новий альбом Dark Tranquillity. Альбом вийшов, як і було заздалегідь сплановано, 27 травня.
1 лютого 2014 гурт випустив EP A Memory Construct, до складу якої увійшли два треки: «A Memory Construct» і b-side альбому Construct «Sorrows Architect».
4 листопада 2016 року гурт випустив свій 11 студійний альбом Atoma, до складу якого ввійшли дев'ять треків. На підтримку нової платівки гурт вирушив у турне яке розпочалочь 13 листопала. В рамках туру гурт відвідає 32 міста по всьому світу.
22 травня 2016 року Dark Tranquillity почали записувати свій одиннадцятий повноформатний альбом Atoma, але офіційно він був анонсований тільки 6 липня 2016 року. Альбом вийшов 4 листопада 2016 року на лейблі Century Media.
Часова шкала

## Склад

### Теперішні учасники
- Мікаель Станне — гітара (1991−1993), вокал (1993−)
- Ніклас Сундін — гітара (1991−)
- Андерс Їварп — ударні (1991−)
- Мартін Брендстрьом — клавішні, програмування, електроніка (1999−)
- Андерс Іверс — бас-гітара (2015−)

### Колишні учасники
- Мартін Хенрікссон — бас-гітара (1991−1999, 2013—2015), гітара (1999—2016)
- Даніель Антонссон — бас-гітара (2008—2013)
- Мікаель Ніклассон — бас-гітара (1998−2008)
- Фредерік Йоханссон — гітара (1993−1998)
- Андерс Фріден — вокал (1989−1993)

### Сесійні учасники
- Робін Енгстрьом — барабани (тур 2001)

### Запрошувані музиканти
- Анна-Кайса Евенхолл (Skydancer)
- Єва-Марі Ларссон (The Gallery)
- Сара Свенссон (The Mind's I)
- Йоханна Андерссон (Projector)
- Нелл Сігланд (Fiction)

## Дискографія

### Студійні альбоми
| Назва           | Дата випуску       | Примітки | Лейбл                                    |
| --------------- | ------------------ | --- | ---------------------------------------- |
| Skydancer       | 30 серпня, 1993    | Дебютний студійний альбом, з колишнім учасником Андерсом Фріденом на вокалі. | - Spinefarm - Century Media (re-release) |
| The Gallery     | 27 листопада, 1995 | Другий студійний альбом, перший з Мікаелем Станне на вокалі і їхній перший альбом продюсований Фредріком Нордстрьомом, містить багато мелодійних гітарних партій. | - Osmose - Century Media (re-release)    |
| The Mind's I    | 21 квітня, 1997    | Третій студійний альбом, з важчим звуком і меншою кількістю мелодійних партій. | - Osmose - Century Media (re-release)    |
| Projector       | 25 листопада, 1999 | Четвертий студійний альбом; експериментальний реліз, містить піаніно в багатьох місцях, і чистий, баритонний вокал. | Century Media                            |
| Haven           | 25 липня, 2000     | П'ятий студійний альбом, which abandoned almost all clean vocals, and added many keyboard sounds. | Century Media                            |
| Damage Done     | 22 липня, 2002     | Шостий студійний альбом і останній, який був продюсований Фредріком Нордстрьомом. It incorporated many electronic keyboard sounds and atmospheres and started a new, 'heavier' sound reflected in the guitars, brought by Martin Henriksson.                                  | Century Media                            |
| Character       | 24 січня, 2005     | Сьомий студійний альбом, produced by the band itself. Credited to have showcased a new style of death metal, which contained guitars using thick, fast, and heavy style, futuristic and highly technical keyboard atmospheres, and Mikael Stanne's classic abstract growling. | Century Media                            |
| Fiction         | 17 квітня, 2007    | Восьмий студійний альбом, co-produced with Tue Madsen. Considered an album that blended all of their previous styles together. | Century Media                            |
| We Are the Void | 24 лютого, 2010    | Дев'ятий студійний альбом, | Century Media                            |
| Construct       | 27 травня 2013     | Десятий студійний альбом. | Century Media                            |
| Atoma           | 4 листопада 2016   | Одинадцятий студійний альбом. | Century Media                            |

### EP, Live, MCD і сингли
- Of Chaos and Eternal Night (MCD, 1995, Spinefarm Records)
- Enter Suicidal Angels (MCD, 1996, Osmose Productions)
- Lost to Apathy (EP, 2004, Century Media Records)
- Focus Shift (single, 2007, Century Media Records)
- Where Death Is Most Alive (Live album, 2009, Century Media Records)
- Zero Distance (EP, 2012, Century Media Records)
- For the Fans (Live album, 2013, Century Media Records)
- Sorrow's Architect (single, 2013, Century Media Records)
- A Memory Construct (EP, 2014, Century Media Records)
- The Pitiless (single, 2016, Century Media Records)
- Atoma (single, 2016, Century Media Records)
- Forward Momentum (single, 2016, Century Media Records)
- The Absolute (single, 2017, Century Media Records)

### Інші альбоми
- Skydancer/Of Chaos and Eternal Night (повторний випуск, 2000)
- Exposures — In Retrospect and Denial (збірник, 2004, Century Media Records)
- A Closer End (збірник раритетних пісень, 2008)
- Manifesto of Dark Tranquillity (збірник, 2009, Century Media Records)
- Yesterworlds (збірник, 2009, Century Media Records)
- The Dying Fragments (збірник, 2009, Century Media Records)

### DVD і відео
- Zodijackyl Light (VHS, 1996, Osmose Productions)
- World Domination (VHS, 1998, Osmose Productions)
- Live Damage (DVD, 2003, Century Media Records)
- Where Death Is Most Alive (DVD, 2009, Century Media Records)

### Демо
- Enfeebled Earth (1989, випущений під назвою Septic Broiler)
- Trail of Life Decayed (1991), (1992, перевипуск, Guttural Records)
- A Moonclad Reflection (1992, Slaughter/Exhumed Records)
- Tranquillity (1993, касетна збірка, що містила Trail of Life Decayed і A Moonclad Reflection, Carnage Records)